# 史傳遠
史傳遠（?—?），字伯猷，山西武鄉縣人，清朝政治人物。同进士出身。
乾隆十七年（1751年）壬申恩科山西鄉試第一名舉人。乾隆二十六年（1760年）登辛巳恩科三甲進士，授陝西高陵縣知縣，升興安州知州，后升任山東泰安府知府、濟南府知府，因病歸鄉。